# Pandercetes celatus
Pandercetes celatus är en spindelart som beskrevs av Pocock 1899. Pandercetes celatus ingår i släktet Pandercetes och familjen jättekrabbspindlar. Inga underarter finns listade i Catalogue of Life.